# Alleculinae
Sous-famille
Les Alleculinae sont une sous-famille d'insectes coléoptères de la famille des ténébrions.

## Tribus et genres rencontrés en Europe
Tribu des Alleculini Laporte de Castelnau 1840
- Allecula Fabricius 1801
- Hymenalia Mulsant 1856
- Hymenorus Mulsant 1852
- Prionychus Solier 1835

Tribu des Gonoderini Seidlitz 1896
- Gonodera Mulsant 1856
- Isomira Mulsant 1856
- Pseudocistela Crotch 1873

Tribu des Mycetocharini Mulsant 1856
- Gerandryus Rottenberg
- Mycetochara Berthold 1827

Tribu des Omophlini Mulsant 1856
- Cteniopus Solier 1835
- Heliotaurus Mulsant 1856
- Megischia Reitter
- Megischina Solier
- Omophlus Solier 1835
- Podonta Mulsant 1856
- Proctenius Reitter
- Cteniopinus
- Gastrhaema
- Copistethus

## Liste des genres et espèces
Selon ITIS (1 septembre 2014) :
- genre Capnochroa
- genre Labetis
- genre Pseudocistela

Selon NCBI (1 septembre 2014) :
- genre Barycistela
- genre Borboresthes
- genre Cteniopinus
  - Cteniopinus varicornis
- genre Cteniopus
  - Cteniopus sulphureus
- genre Gonodera
  - Gonodera luperus
- genre Homotrysis
- genre Hymenalia
- genre Isomira
  - Isomira antennata
  - Isomira murina
- genre Nocar
- genre Notocistela
- genre Omophlus
  - Omophlus rugosicollis
- genre Prionychus
  - Prionychus ater
- genre Pseudocistela
  - Pseudocistela ceramboides
- genre Scaletomerus
- genre Taxes